# Pedro Núñez del Valle

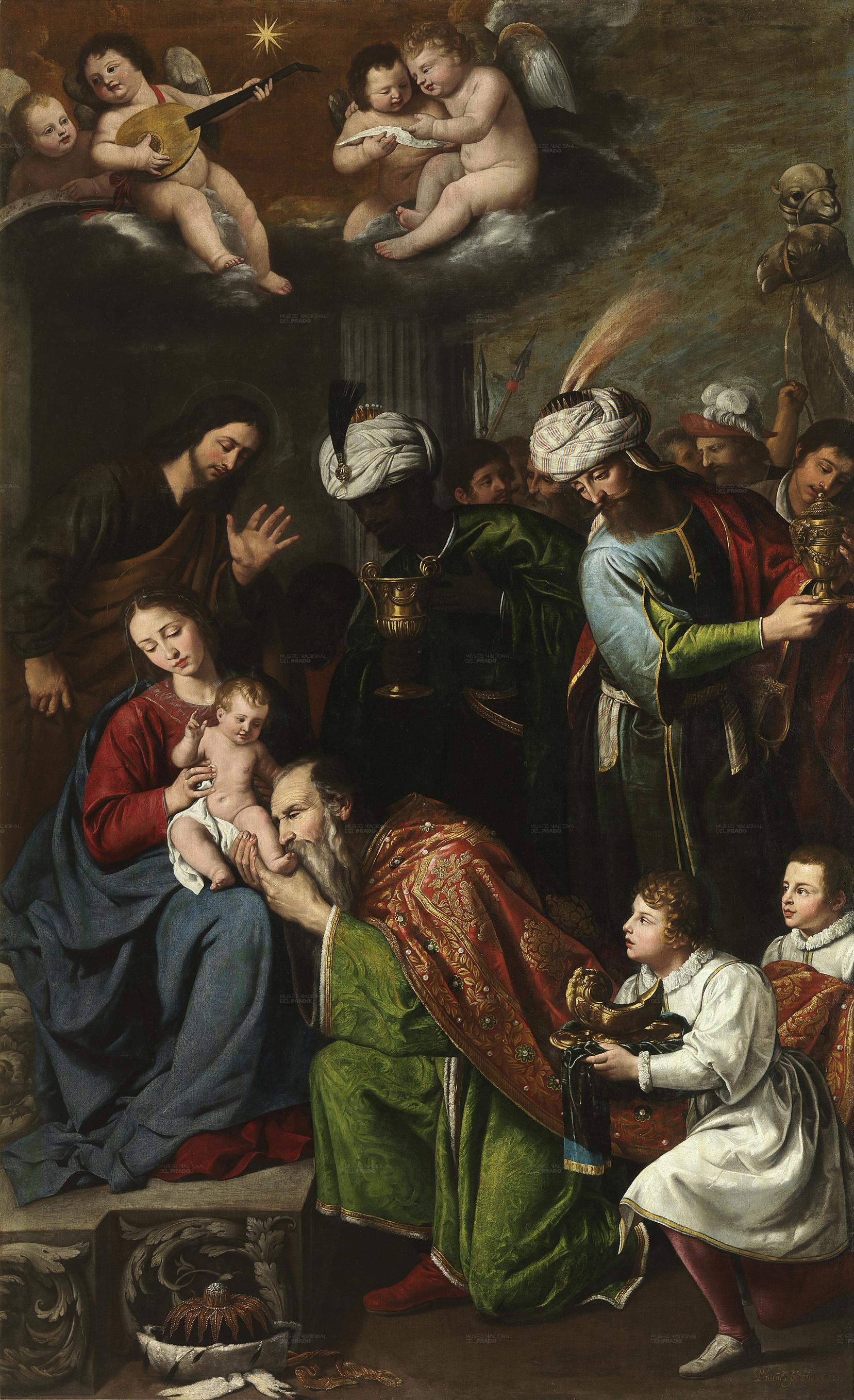
Adoració dels Reis, 1631, oli sobre llenç, 272,5 x 170,6 cm, Madrid, Museu del Prado.

Pedro Núñez del Valle (Madrid, c. 1597- 1649) va ser un pintor barroc espanyol, format a Itàlia on va assimilar l'estètica del caravaggisme que va contribuir a introduir en la pintura madrilenya de l'anomenat Segle d'Or.

## Biografia
Pedro Núñez del Valle va néixer a Madrid. Se sap que el seu pare era calderer, però s'ignora la data del seu naixement i qualsevol altra dada de la seva vida anterior a la partida a Itàlia. A Roma apareix documentat en els anys 1613 i 1614 com a membre de l'Acadèmia de Sant Lluc. Devia estar ja de retorn a Espanya en 1623, quan va signar amb el títol academicus romanus el Sant Orencio de l'església de Sant Lorenzo d'Osca, pintura tenebrista en el tractament de la llum i amb ressons del classicisme de Guido Reni en les figures.
En 1625 va contreure matrimoni amb Ángela de Seseña, òrfena tutelada per Alonso Carbonel i hi ha constància documental que el mateix any va treballar en el claustre de la Mercè de Madrid, realitzant una sèrie d'històries mercedàries en unió de Juan van der Hamen, amb qui establiria llaços d'amistat, sent a la seva mort (1631) l'encarregat de la taxació dels seus béns. A la mort de Bartolomé González, en 1627, Núñez va sol·licitar la plaça de pintor del rei que deixava vacant i a la qual aspiraven altres onze pintors. Vicente Carducho, Eugenio Cajés i Velázquez, als qui Felip IV va encomanar qualificar als aspirants, li van proposar en quart lloc, després d'Antonio de Lanchares, Félix Castelo i Angelo Nardi. Encara que no aconseguís el nomenament desitjat, va ser cridat a treballar amb certa freqüència per a la Cort: en 1633 va pintar l'ermita de Sant Joan en els Jardins del Retiro, en 1639, amb molts altres pintors, va participar en la decoració del Saló Daurat o saló de comèdies de l'Alcázar, on se li va encomanar el retrat doble de Felipe III i Felipe IV, monarca regnant, i el d'Enric I amb Alfons IX. Encara deu anys més tard, en col·laboració ara amb Francisco Ricci, es va encarregar de la pintura i daurat que es va fer a palau per commemorar l'aniversari de la reina Maria Anna d'Àustria.
El mateix any (agost de 1649) feia testament, demanant ser enterrat en el convent de la Victòria, on tenia sepultura pròpia.

## Obra

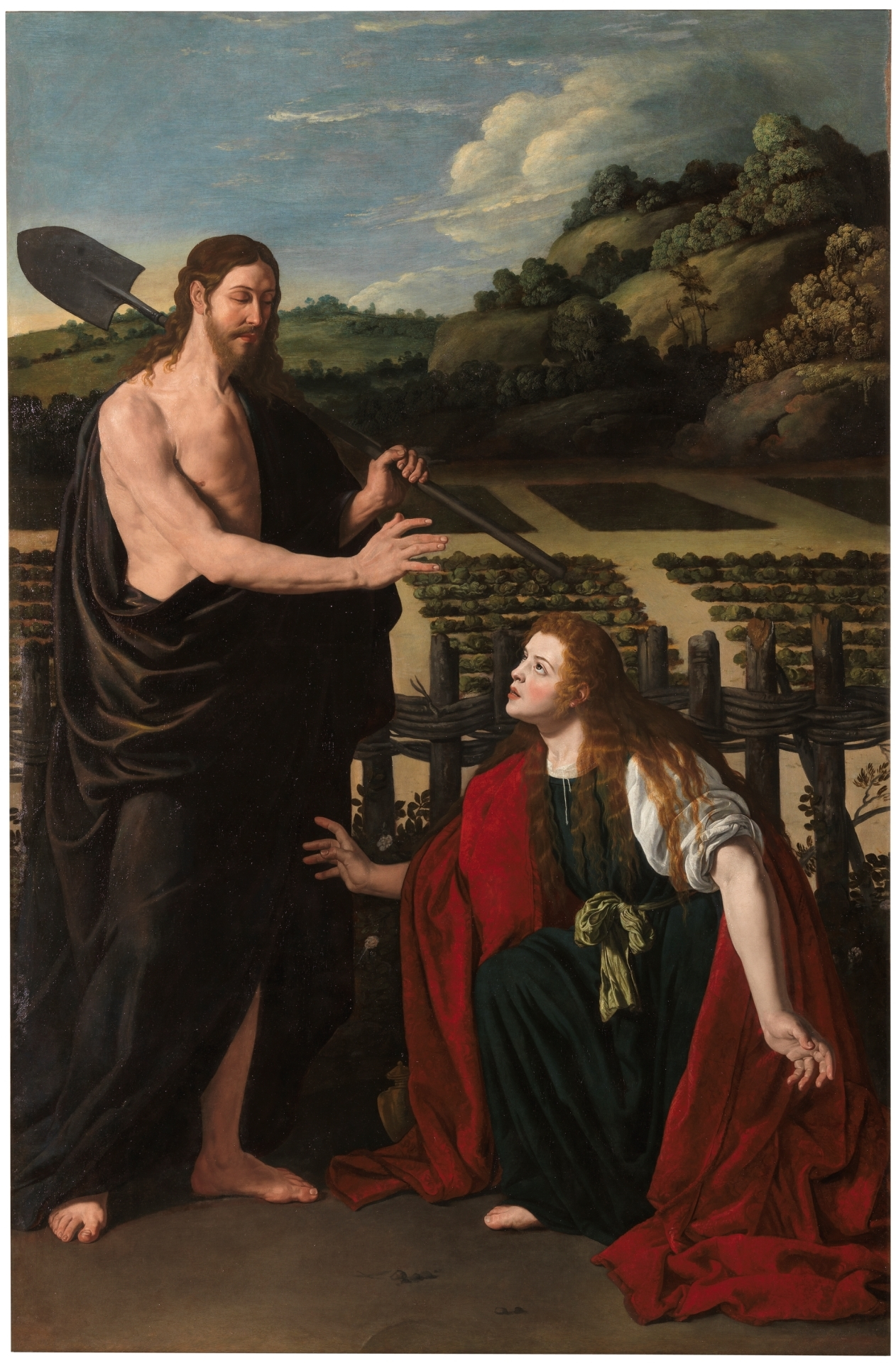
Noli em tangere, Prado. Oli sobre llenç, 235 x 156 cm. Pintat per al convent de Sant Norberto de Madrid, va passar després de la seva desamortització en 1809 a l'Acadèmia de Belles arts i posteriorment al Museu de la Trinitat. Dipositat des de 1872 en el convent de Sant Pascual de Madrid, quan es rematava al mig punt, catalogat com a anònim madrileny del primer terç del. Després del seu reingrés en el Museu i restauració, s'exposa a la sala 007A com a obra de Pedro Núñez del Valle.

El Sant Orencio d'Osca, datat en 1623, és l'obra més antiga conservada de Núñez del Valle, amb forts records del seu pas per Itàlia, on es va formar en l'estudi de l'escola romà-bolonyesa alhora que atent al caravaggismo representat per Artemisia Gentileschi i Cecco dona Caravaggio. De 1631 és l'Adoració dels Mags, ingressada en 1992 en el Museu del Prado, on les suggestions caravaggistes es barregen amb records de Reni i l'escola bolonyesa. Una altra pintura datada és el Camí del Calvari de la Col·legiata de Talavera de la Reina, de l'any 1632, que es troba mal estat de conservació.
Altres obres destacades, en les quals es manifesta igualment la influència del món romà, són la Santa Apolonia de col·lecció particular, la Anunciación de l'Ermitage, Santa Margarida, del convent de les Descalzas Reales de Madrid, fortament caravaggista en el tractament de la llum i en l'estudi de les teles i detalls de naturalesa morta o, molt especialment, Jael i Sisara del Museu de Dublín, una de les seves obres més complexes i durant molt temps atribuïda a Cecco dona Caravaggio. Núñez del Valle hauria conreat també la pintura de paisatge, segons les obres que va deixar a la seva mort, reflectides en l'inventari dels seus béns, i encara quan només un d'ells s'hagi conservat, trossos de bells paisatges es troben en algunes de les seves obres, com en Agar i Ismael, de la Beneficència d'Àvila, o en una Fugida a Egipte de col·lecció particular.